# بتاترون

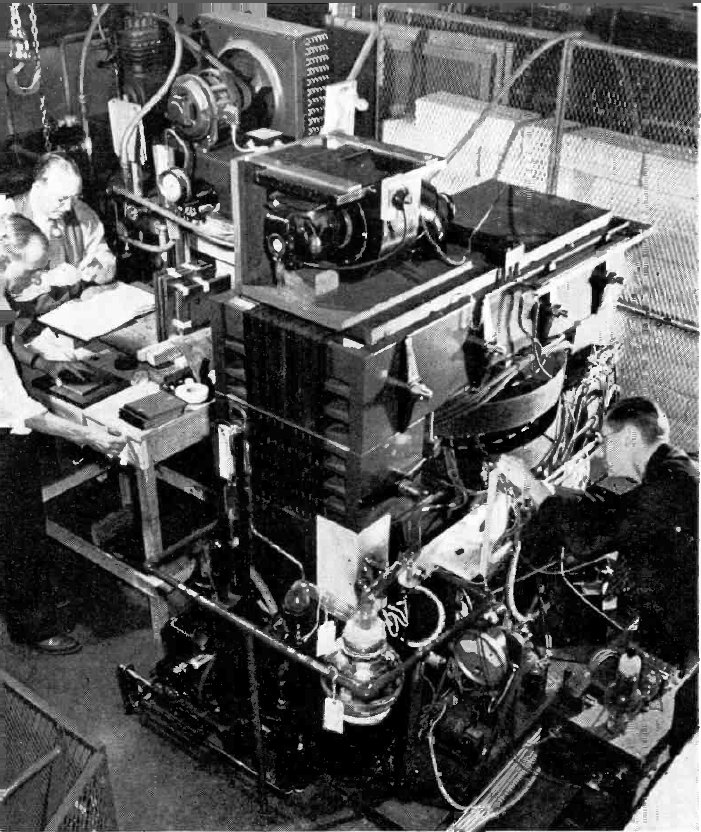
نخستین بتاترون در دانشگاه ایلینوی. کرست در سمت راست مشغول معاینه اتاقک خلاء میان قطب‌های آهنربای ۴ تنی است.

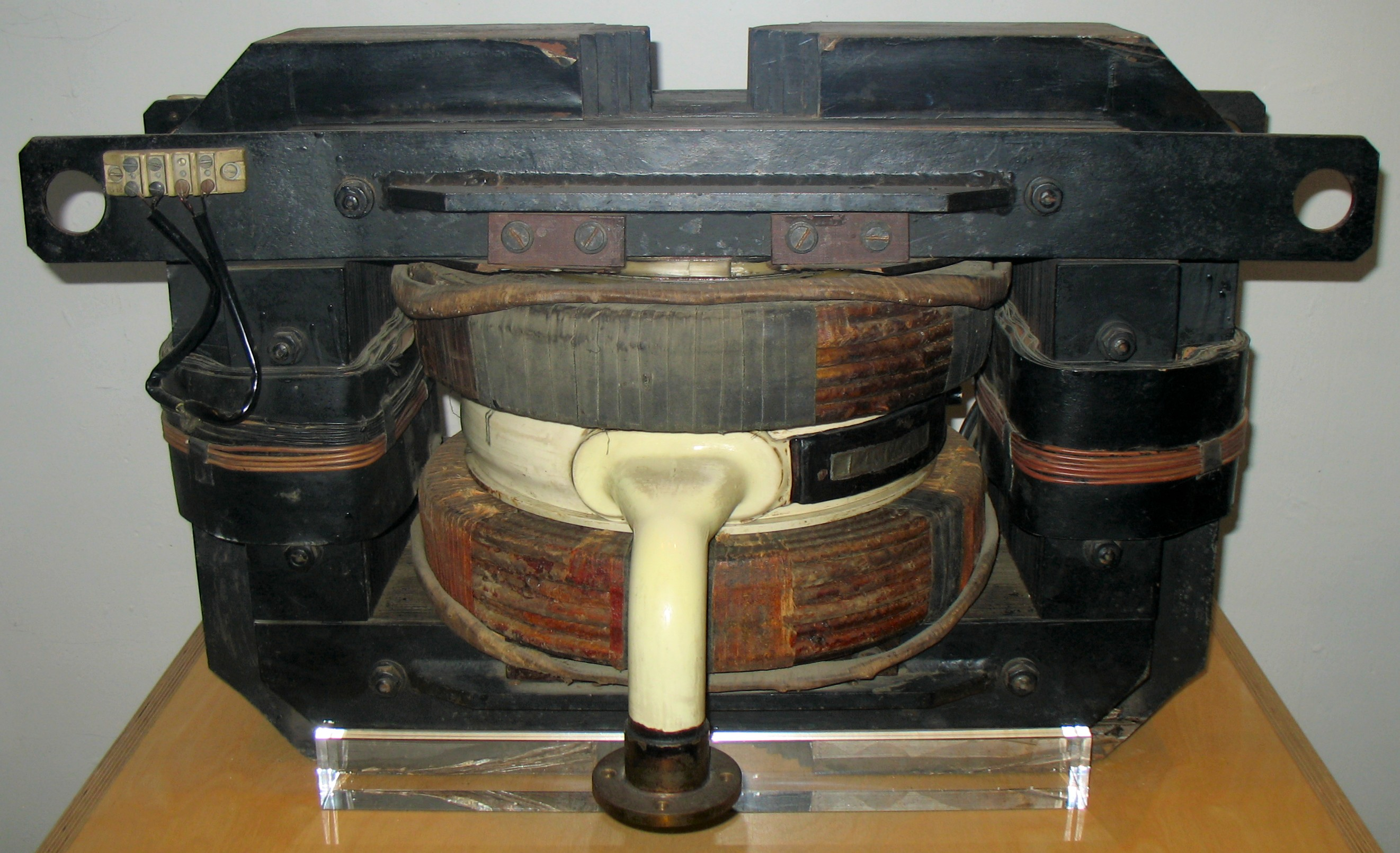
یک بتاترون ۶MeV در سال ۱۹۴۲

- بتاترون یک شتاب‌دهنده چرخه‌ای است که در سال ۱۹۴۰ توسط دونالد کرست در دانشگاه ایلینوی و به منظور شتاب دادن به الکترون ساخته‌شد[۱][۲][۳] اما مفاهیم آن در نهایت از رولف ویدرو[۴][۵] سرچشمه می‌گیرد که تلاشش در ساخت یک شتاب‌دهنده القایی به دلیل نبود تمرکز عرضی با شکست مواجه شد.[۶] بتاترون اساساً یک ترانسفورمر است که سم‌پیچ ثانویه‌اش، یک لامپ خلاء  چنبره‌ای شکل است. یک جریان متناوب در سیم‌پیچ‌های اولیه به الکترون در یک مسیر دایره‌ای در خلاء شتاب می‌دهد. بتاترون نخستین ماشین حائز اهمیت در تولید الکترون‌های پرانرژی به شمار می‌رود.

## اصول عملکرد
در یک بتاترون، میدان مغناطیسی متغیر سیم‌پیچ اولیه به الکترون‌های که درون خلاء تزریق می‌شوند، شتاب می‌دهد و باعث می‌شود که الکترون‌ها به همان شیوه‌ای که جریان در سیم‌پیچ ثانویه یک ترانسفورمر القا می‌شود(قانون فاراده)، در درون چنبره مسیرهای دایره‌ای شکلی را بپیمایند
مدار پایدار برای الکترون در معادله زیر صدق می‌کند
{\displaystyle \theta _{0}=2\pi r_{0}^{2}H_{0},}
که
{\displaystyle \theta _{0}} مقدار شار در ناحیه دربرگرفته‌شده توسط مدار الکترون است.
{\displaystyle r_{0}} شعاع مدار الکترون است و
{\displaystyle H_{0}} میدان مغناطیسی در {\displaystyle r_{0}}  است
به عبارت دیگر میدان مغناطیسی در مدار باید نصف مقدار متوسط میدان مغناطیسی در برش عرضی دایره‌ای اش باشد:
این شرط اغلب به نام شرط ویدرو خوانده می‌شود.

## واژه‌شناسی
نام بتاترون (که به ذره بتا که یک الکترون سریع است اشاره دارد) در نتیجه یک مسابقه برگزیده‌شد. سایر نام‌های پیشنهادی رئوترون، شتاب‌دهنده القایی، شتاب‌دهنده القایی الکترون و حتی «Außerordentlichhochgeschwindigkeitelektronenentwickelndenschwerarbeitsbeigollitron» بودند که از سوی یک آلمانی با معنی «تلاش سخت برای یک ماشین برای تولید الکترون‌های با سرعت فوق‌العاده بالا»  یا شاید «تولیدکننده الکترون‌های با سرعت فوق‌العاده بالا ب انرژی بالا توسط گولیترون» پیشنهاد شد.

## کاربردها
بتاترون‌ها از نظر تاریخی نخست در آزمایشهای فیزیک ذرات به‌کار رفتند تا پرتوهای الکترونی پرانرژی (در حدود ۳۰۰MeV) تولید کنند. اگر این پرتو الکترونی به سوی یک بشقاب فلزی هدایت شود، می‌توان از بتاترون به عنوان منبع پرتوهای ایکس یا پرتوهای گامای پرانرژی استفاده نمود. این پرتوهای ایکس کاربردهایی صنعتی و پزشکی دارند. از نسخه کوچکی از بتاترون نیز برای این منظور  استفاده شد که الکترون‌ها را با استفاده از یک هدف به پرتوهای ایکس سخت تبدیل کند که برای فعالسازی برخی سلاحهای اتمی آزمایشی به وسیله شکافت الفای فوتونی و واکنش‌های پروتون->نوترون در هسته بمب بکار رفت.
مرکز تابش نخستین مرکز پزشکی خصوصی بود که اقدام به درمان بیماران سرطانی از طریق یک بتاترون نمود و توسط دکتر آرتور استینون در حومه مدیسن، ویسکانسین در اواخر دهه ۱۹۵۰ افتتاح شد.

## محدودیت‌ها
حداکثر انرژی که بتاترون می‌تواند تولید کند توسط قدرت میدان مغناطیسی محدود می‌شود زیرا به دلیل اشباع آهن و اندازه عملی هسته مغناطیسی میزان عملی قدرت میدان مغناطیسی آن محدود است. نسل بعدی شتاب‌دهنده‌ها، یعنی سینکروترون‌ها بر این محدودیت‌ها فایق آمدند.

## در فرهنگ عامه
- فیزیک‌دان نظری، میچیو کاکو گفته‌است که وقتی هنوز دبیرستانی بود سعی کرده یک بتاترون در گاراژ خانه‌اش درست کند.[۱۶]